# Fred Armisen
Fereydun Robert „Fred” Armisen (ur. 4 grudnia 1966 w Hattiesburg) − amerykański aktor komediowy i komik. Występował w programie Saturday Night Live.

## Życiorys
Urodził się w Hattiesburg w stanie Missisipi jako syn nauczycielki Hildegardt Gemer (z domu Mirabal Level) i Fereyduna Herberta „Freda” Armisena, który pracował dla IBM. Jego matka miała pochodzenie wenezuelskie, a ojciec miał korzenie koreańskie, niemieckie i japońskie. Był dzieckiem, gdy przeprowadził się wraz z rodziną do Nowego Jorku. Wychowywał się na Long Island i krótko mieszkał w Brazylii. W dzieciństwie był zafascynowany twórczością The Clash i Devo. Ukończył School of Visual Arts na Manhattanie, zanim zrezygnował z kariery perkusisty.
Po gościnnym występie w programach do małych rolek w programie Conan czy Adult Swim, swój komediowy talent rozwijał w Saturday Night Live.
W latach 2012–2017 był dziewięć razy nominowany do Emmy. W 2017 otrzymał Nagrodę Gildii Amerykańskich Scenarzystów.
W latach 1998–2004 był żonaty z piosenkarką i autorką piosenek Sally Timms. 25 października 2009 poślubił aktorkę Elisabeth Moss, z którą się rozwiódł 13 maja 2011.

## Dyskografia
- Snakebite [EP] (1989)
- Kick Your Mind And Make It Move [EP] (1991)
- Construction of New Action (1991)
- Trenchmouth / Circus Lupus [Split] (1992)
- Inside the Future (1993)
- The Position of the Right Hand: Trenchmouth / Bliss [Split] (1993)
- Achtung Chicago! Zwei compilation (1993)
- Trenchmouth vs. The Light of the Sun (1994)
- The Broadcasting System (1995)
- Volumes, Amplifiers, Equalizers (1995)
- More Motion: A Collection (2003)

## Filmografia
- 2002: Magiczne buty (Like Mike) jako tatuś nowego wieku
- 2004: Eurotrip jako przerażający włoski facet
- 2004: Legenda telewizji (Anchorman: The Legend of Ron Burgundy) jako Tino
- 2005: Deuce Bigalow: Boski żigolo w Europie jako Francuz
- 2006: Wesołych świąt (Deck the Halls) jako Gustave
- 2006: Miłość bez końca (Griffin and Phoenix)
- 2006: Kostka przeznaczenia (The Pick of Destiny) jako strażnik
- 2008: Mama do wynajęcia (Baby Mama) jako sprzedawca wózka
- 2009: Wyznania zakupoholiczki (Confessions of a Shopaholic) jako Ryan Koenig
- 2009: Absolwentka (Post Grad) jako Guacanator Pitchman
- 2010: Nasze wielkie rodzinne wesele (Our Family Wedding) jako Phillip Gusto
- 2010: Łatwa dziewczyna (Easy A) jako pastor
- 2010: Psy i koty: Odwet Kitty jako Freidrich
- 2010: Fujary na tropie (Cop Out) jako rosyjski prawnik
- 2011: Smerfy jako Ważniak (głos)
- 2011: Opowieść Wigilijna Smerfów jako Ważniak (głos)
- 2012: Dyktator (The Dictator) jako śmierć kelnera restauracji Aladeen
- 2013: Smerfy 2 (The Smurfs 2) jako Ważniak (głos)
- 2013: Smerfy: Legenda Smerfnej Doliny jako Ważniak (głos)
- 2015: Looney Tunes: Kto dogoni Królika jako Speedy Gonzales
- 2016: Kryzys Perry’ego (Ordinary World) jako Gary
- 2016: Zoolander 2 jako VIP[10]
- 2022: Wednesday jako Fester Addams